# Odontodrassus nigritibialis
Espèce
Odontodrassus nigritibialis est une espèce d'araignées aranéomorphes de la famille des Gnaphosidae.

## Distribution
Cette espèce est endémique de Côte d'Ivoire.

## Publication originale
- Jézéquel, 1965 : Araignées de la savane de Singrobo (Côte d'Ivoire). IV. Drassidae. Bulletin du Muséum National d'Histoire Naturelle de Paris, vol. 37, p. 294-307.